# Licourt
Licourt település Franciaországban, Somme megyében. Lakosainak száma 397 fő (2022. január 1.). Licourt Cizancourt, Épénancourt, Morchain, Potte, Saint-Christ-Briost, Marchélepot-Misery és Hypercourt községekkel határos.

## Népesség
A település népességének változása:
| Lakosok száma | 393  | 395  | 400  | 400  | 399  | 396  | 401  | 399  | 397  |
|               | 2013 | 2015 | 2016 | 2017 | 2018 | 2019 | 2020 | 2021 | 2022 |